# Schwammspinner

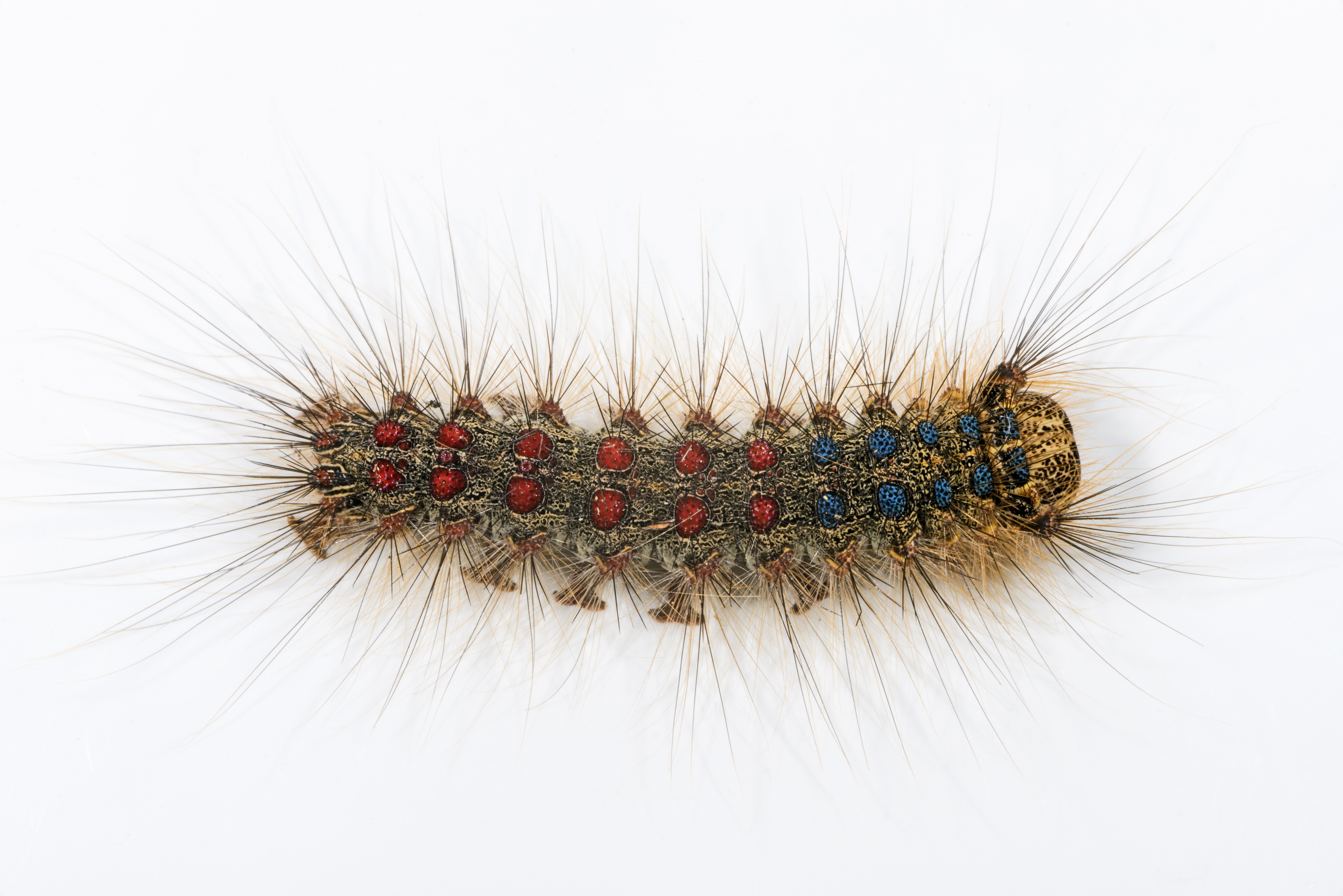
Raupe des Schwammspinners

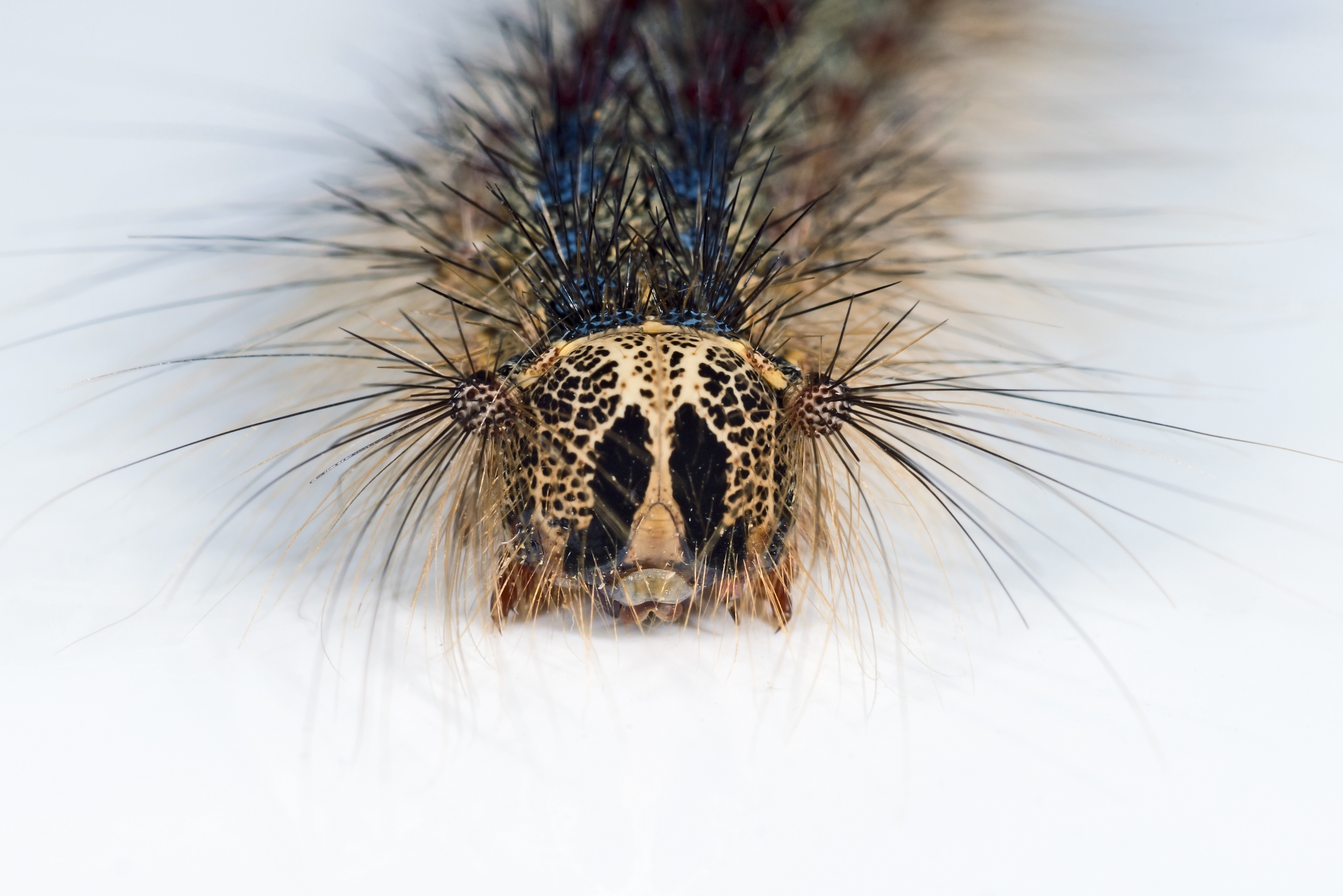
Kopf der Raupe

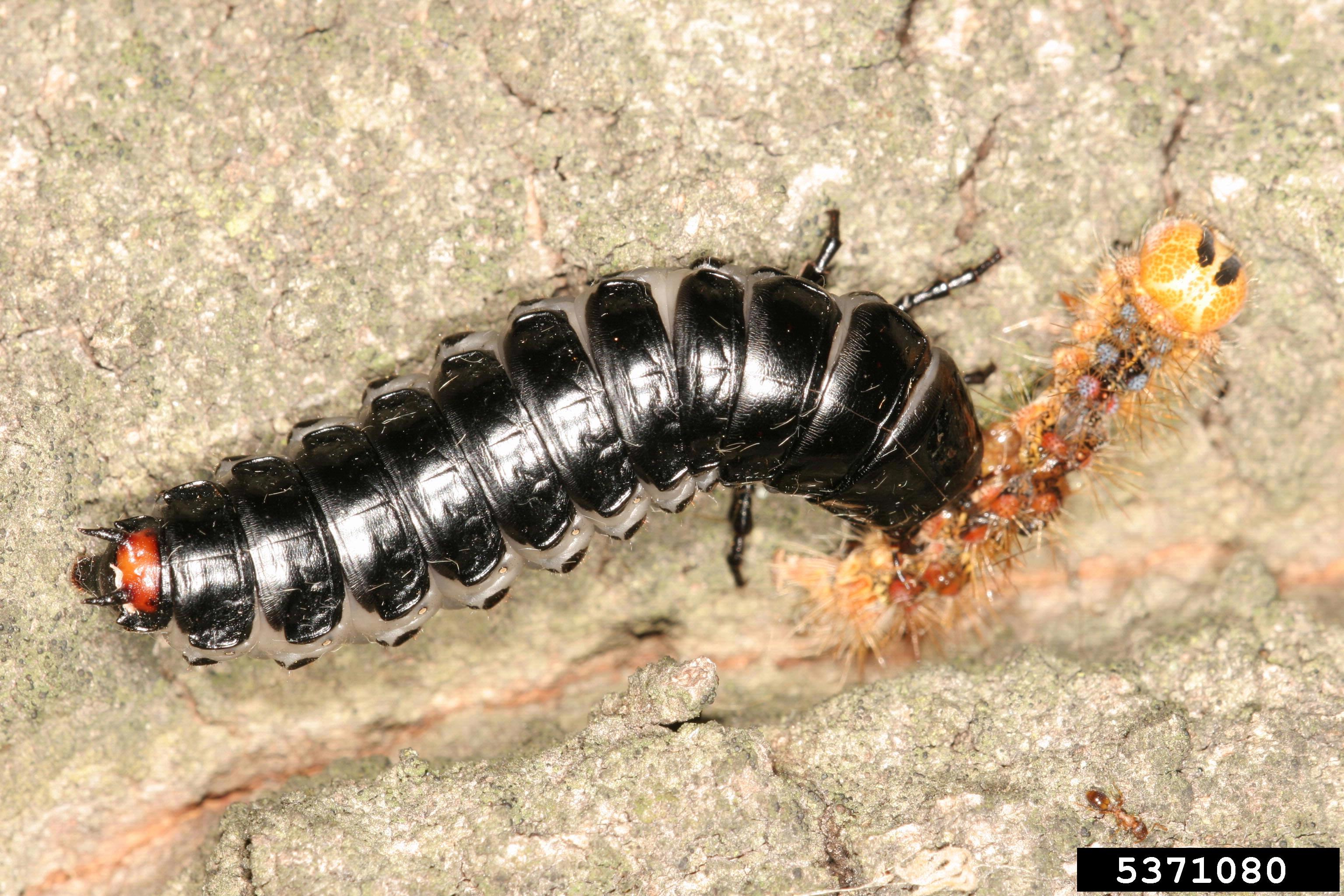
Eine Larve des Großen Puppenräubers hat eine Schwammspinnerraupe erbeutet

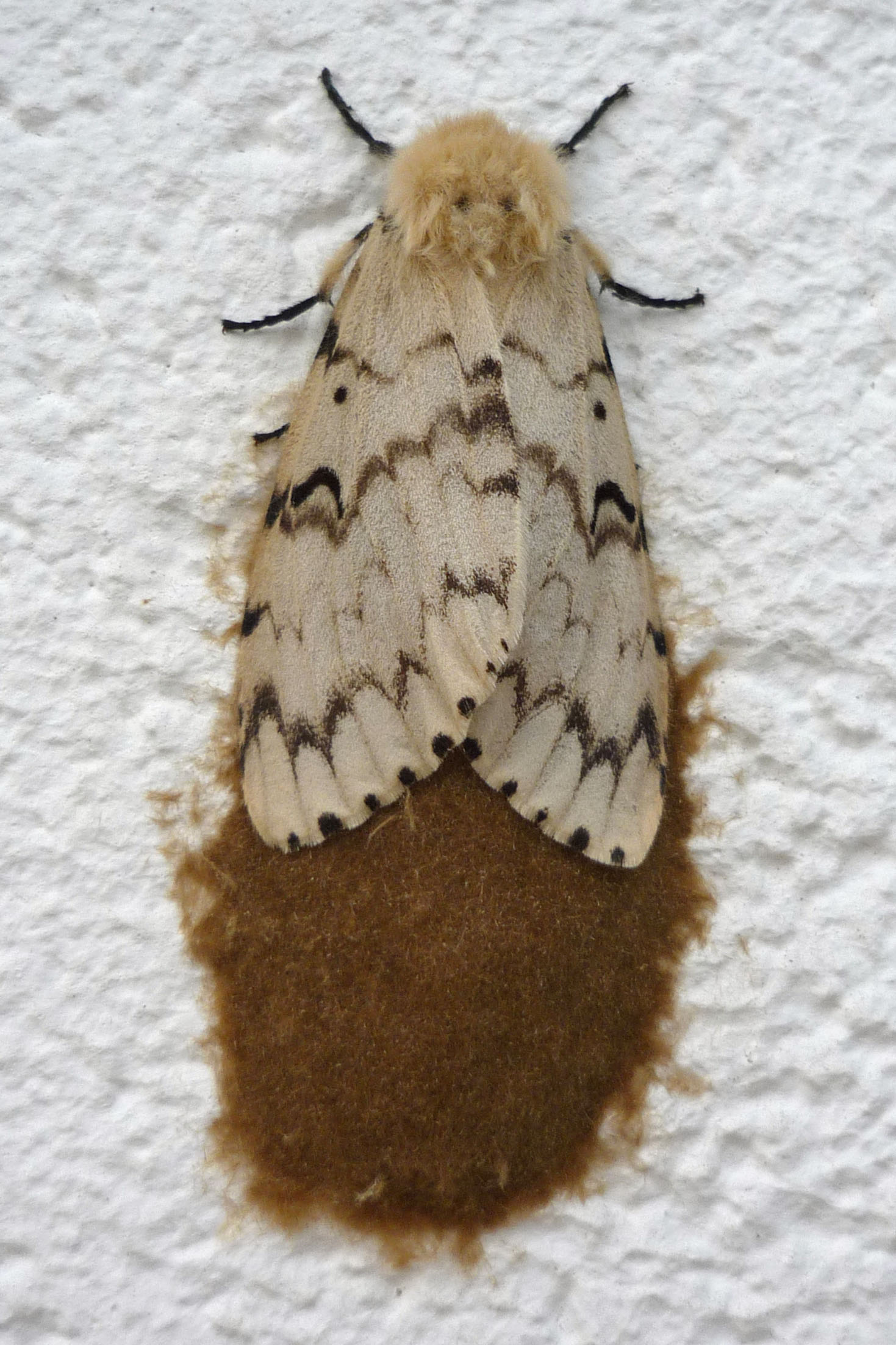
Schwammspinner-Weibchen mit von Afterwolle bedecktem Gelege (Eispiegel)

Der Schwammspinner (Lymantria dispar) ist ein Schmetterling (Nachtfalter) aus der Unterfamilie der Trägspinner (Lymantriinae) innerhalb der Familie der Erebidae.

## Merkmale
Schwammspinner zeichnen sich durch einen ausgeprägten Geschlechtsdimorphismus aus.

### Ähnliche Arten
- Nonne (Lymantria monacha) (Linnaeus, 1758)

### Erscheinungsbild des Männchens
Das schlanke Männchen hat eine Flügelspannweite von 38 bis 40 Millimetern. Die Vorderflügel sind graubraun mit verwischten schwarzen Zackenbinden. Die Hinterflügel sind heller und von bräunlicher Färbung. Die Fühler haben lange Kammzähne. Die männlichen Schwammspinner sind im Gegensatz zu den Weibchen behände und ausdauernde Flieger.

### Erscheinungsbild des Weibchens
Das plumpere Weibchen hat eine Flügelspannweite von 60 bis 62 Millimetern. Die Flügel sind schmutzig weiß. Das Vorderflügelpaar hat eine scharf gezeichnete schwarze Zackenbinde. Der Leib des Weibchens ist dick und endet in einem Wulst brauner Afterwolle. Das Weibchen ist nur in der Dämmerung unterwegs, fliegt sehr schlecht und mühsam und legt seine 300 bis 500 Eier (auch über 700) in große bräunliche, aus Schleim und Afterwolle bestehende Schwämme (sogenannte Eispiegel oder Eischwämme). Durch die Haare, die vom Körper des Weibchens stammen, sind die Eier vor Kälte geschützt und vor Räubern verborgen. Diese kittet sie an Baumstämme und an Zäune. Durch das schwammartige Aussehen des Geleges hat der Schwammspinner seinen Namen erhalten.

### Eier und Raupen
Die Eier sind zuerst blassrot und färben sich dann allmählich in ein Dunkelgrau um. Sie werden von den Weibchen bevorzugt auf die Südseite und die unteren Partien von Laubbäumen abgelegt. Die Eier überwintern und die Raupen schlüpfen im darauffolgenden Frühling. Gefärbt sind die Raupen grau, aschgrau oder graugelb, fein gepunktet und mit blauen und roten Warzen versehen. Auf diesen tragen sie feine lange Warzenhaare, manchmal auch Brennhaare. Die Raupen sind kurz vor der Verpuppung 40 bis 70 Millimeter lang. Dabei sind die Raupen, aus denen sich die Weibchen entwickeln, die größeren.

## Schadbild
Der Schaden, den der Schwammspinner anrichtet, wird durch die Raupen verursacht. Raupen bleiben nach dem Schlupf erst einige Tage in Nähe des Nestes oder Schwammes. Danach beginnen sie, in die Baumkronen zu ziehen, wo sie anfangs in junge Blätter Löcher fressen. Mit zunehmendem Alter und Größe verzehren sie die Blätter nahezu vollständig. Der Schaden ist dann weithin sichtbar; bei Massenbefall sind Bäume teilweise völlig entlaubt. Neben Obstbäumen werden vor allem Eichen und Hainbuchen stark befallen. Die meisten der geschädigten Bäume ergrünen wieder, wenn die Raupen Ende Juni den Fraß einstellen. Vereinzelt sterben jedoch insbesondere Eichen ab. Sind Eichenbestände durch andere Krankheiten, Schädlinge oder durch eine Dürreperiode geschwächt, kann auch der gesamte Bestand verloren gehen.

## Verbreitungsgebiet
Schwammspinner sind in den wärmeren Gebieten Europas und in Nordafrika verbreitet. Des Weiteren ist die Art in den zentralasiatischen Gebirgen sowie der Waldregion Sibiriens zu finden. Außerdem kommt der Schwammspinner im Altaigebirge sowie in der Baikal-Region bis zur Mongolei, China, Korea und Japan vor. Im 19. Jahrhundert wurde der Schwammspinner von dem Entomologen Étienne Léopold Trouvelot nach Medford in Massachusetts verschleppt, von wo aus er sich bis zur Mitte des 20. Jahrhunderts über die gesamten USA ausbreitete und heute zu den am meisten gefürchteten Schädlingen zählt. Die Art befindet sich auf der Liste der 100 of the World’s Worst Invasive Alien Species.

## Bekämpfung
Ab den 1920er-Jahren wurde in den USA der Schwammspinner mit einigen Erfolgen aus Flugzeugen mit dem generell sehr giftigen Bleiarsenat bekämpft. Inzwischen wird die Massenvermehrung etwa in Eichenwäldern eher mit Tebufenozid eingedämmt. Biologisch genutzte Fressfeinde sind Brackwespen und Raupenfliegen.

## Medizinische  Bedeutung
Die sehr feinen Brennhaare der Raupe des Schwammspinners können beim Menschen schwere allergische Reaktion auslösen, wenn sie mit den Schleimhäuten in Berührung kommen.